# Денгофф (футбольний клуб)
Спортивний клуб «Денгофф» — український аматорський футбольний клуб із села Денихівка Київської області. Виступає у чемпіонат Київської області з футболу. Домашні матчі приймає на сільському стадіоні.

## Досягнення
- Чемпіонат Київської області
  -  Срібний призер (1): 2021
  -  Бронзовий призер (1): 2020

- Чемпіонат Києва
  -  Чемпіон (2): 2021, 2022
  -  Бронзовий призер (1): 2023

- Кубок Києва з футболу
  -  Володар (1): 2021

- Меморіал Олександра Щанова:

 Срібний призер (1): 2023